# Eoisotachis stephanii
Eoisotachis es un género monotípico de musgos hepáticas de la familia Balantiopsaceae. Su única especie: Eoisotachis stephanii, es originaria de Nueva Zelanda.

## Taxonomía
Eoisotachis stephanii fue descrita por (E.S.Salmon) R.M.Schust.  y publicación desconocida.  L 
Sinonimia
- Isotachis stephanii E.S. Salmon[3]